# Lista de municípios de Mato Grosso do Sul por IDH (1991)
Listagem dos municípios de Mato Grosso do Sul por IDH em 1991. O IDH é utilizado para calcular o desenvolvimento humano de uma região. Ele consiste em um número entre 0 e 1, onde 0 corresponde ao completo subdesenvolvimento  (onde a maioria vive socioeconomicamente mal) e 1 corresponde ao completo desenvolvimento (todos vivem bem). O índice foi desenvolvido em 1990 pelos economistas Amartya Sen e Mahbub ul Haq, e vem sendo usado desde 1993 pelo Programa das Nações Unidas para o Desenvolvimento (PNUD) no seu relatório anual.

## Metodologia
O índice varia de zero até 1, sendo considerado:
- Muito Alto, de 0,800 a 1
- Alto, de 0,700 a 0,799
- Médio de 0,600 a 0,699
- Baixo de 0,500 a 0,599
- Muito Baixo de 0,000 a 0,499

## Classificação
| Posição         | Município                | IDH       |
| Baixo IDH       | Baixo IDH                | Baixo IDH |
| --------------- | ------------------------ | --------- |
| 1               | Campo Grande             | 0,563     |
| 2               | Chapadão do Sul          | 0,541     |
| 3               | São Gabriel do Oeste     | 0,526     |
| 4               | Cassilândia              | 0,514     |
| 5               | Dourados                 | 0,512     |
| 6               | Corumbá                  | 0,509     |
| 7               | Três Lagoas              | 0,505     |
| 8               | Ladário                  | 0,503     |
| Extra-baixo IDH |                          |           |
| 9               | Ponta Porã               | 0,495     |
| 10              | Glória de Dourados       | 0,485     |
| 11              | Maracaju                 | 0,480     |
| 12              | Rio Brilhante            | 0,475     |
| 13              | Aparecida do Taboado     | 0,473     |
|                 | Fátima do Sul            | 0,473     |
|                 | Jardim                   | 0,473     |
| 16              | Mundo Novo               | 0,470     |
| 17              | Bela Vista               | 0,468     |
|                 | Paranaíba                | 0,468     |
| 19              | Bataguassu               | 0,458     |
| 20              | Nova Andradina           | 0,456     |
| 21              | Sidrolândia              | 0,453     |
| 22              | Camapuã                  | 0,452     |
| 23              | Costa Rica               | 0,450     |
| 24              | Amambai                  | 0,447     |
|                 | Aquidauana               | 0,447     |
|                 | Itaporã                  | 0,447     |
| 27              | Naviraí                  | 0,446     |
| 28              | Douradina                | 0,442     |
| 29              | Bandeirantes             | 0,428     |
| 30              | Angélica                 | 0,427     |
| 31              | Rio Verde de Mato Grosso | 0,425     |
| 32              | Figueirão                | 0,424     |
| 33              | Coxim                    | 0,423     |
|                 | Inocência                | 0,423     |
| 35              | Caarapó                  | 0,422     |
| 36              | Vicentina                | 0,421     |
| 37              | Guia Lopes da Laguna     | 0,420     |
| 38              | Ivinhema                 | 0,418     |
| 39              | Terenos                  | 0,412     |
| 40              | Deodápolis               | 0,407     |
| 41              | Bonito                   | 0,406     |
| 42              | Jateí                    | 0,404     |
|                 | Rio Negro                | 0,404     |
| 44              | Pedro Gomes              | 0,403     |
| 45              | Batayporã                | 0,401     |
| 46              | Aral Moreira             | 0,397     |
| 47              | Iguatemi                 | 0,395     |
| 48              | Sete Quedas              | 0,393     |
| 49              | Miranda                  | 0,389     |
| 50              | Eldorado                 | 0,386     |
|                 | Selvíria                 | 0,386     |
| 52              | Sonora                   | 0,384     |
| 53              | Ribas do Rio Pardo       | 0,383     |
| 54              | { Caracol                | 0,379     |
| 55              | Antônio João             | 0,373     |
|                 | Taquarussu               | 0,373     |
| 57              | Brasilândia              | 0,366     |
| 58              | Laguna Carapã            | 0,363     |
| 59              | Anastácio                | 0,362     |
|                 | Rochedo                  | 0,362     |
| 61              | Nioaque                  | 0,360     |
|                 | Nova Alvorada do Sul     | 0,360     |
| 63              | Anaurilândia             | 0,359     |
|                 | Jaraguari                | 0,359     |
| 65              | Água Clara               | 0,353     |
|                 | Juti                     | 0,353     |
| 67              | Porto Murtinho           | 0,347     |
| 68              | Bodoquena                | 0,345     |
| 69              | Tacuru                   | 0,343     |
| 70              | Coronel Sapucaia         | 0,337     |
| 71              | Paranhos                 | 0,336     |
| 72              | Corguinho                | 0,334     |
| 73              | Dois Irmãos do Buriti    | 0,332     |
| 74              | Itaquiraí                | 0,323     |
| 75              | Alcinópolis              | 0,295     |
|                 | Santa Rita do Pardo      | 0,295     |
| 77              | Japorã                   | 0,290     |
| 78              | Novo Horizonte do Sul    | 0,242     |
|                 | Paraíso das Águas        | -         |